# Borg (Walsrode)
Borg ist als Borg/Cordingen ein Ortsteil der Stadt Walsrode im niedersächsischen Landkreis Heidekreis. In dem Dorf leben 627 Einwohner auf einer Fläche von 8 km².

## Geografie

### Lage
Das Haufendorf Borg liegt 4 km südwestlich von Bomlitz entfernt. Zum Ort gehören der Weiler Cordingen mit den Siedlungen Warnautal, Karbödel und Cordingen-Kolonie. Alle Ortsteile reihen sich entlang der quellenreichen rechten, westlichen Seite des unteren Warnautales auf.

## Geschichte
Borg wird erstmals 1413 als Ort an der Warnau erwähnt. Weitere Schreibweisen des auf die nahe Hünenburg zurückgehenden Namens sind Borch oder Borgh. Cordingen, 1410 erwähnt als Cordinghe, ist ein alter Gogerichtsort (niedere, erbliche Gerichtsbarkeit).
Im Jahr 1968 schlossen sich die Gemeinden Benefeld, Bomlitz, Borg und Uetzingen zur Großgemeinde Bomlitz zusammen. Seit der Gemeindereform, die am 1. März 1974 in Kraft trat, bis zum 31. Dezember 2019 war Borg/Cordingen einer von acht Teilorten der Gemeinde Bomlitz.

## Infrastruktur

### Bildung
In der ehemaligen Cordinger Schule gibt es als öffentliche Einrichtung für Kleinkinder die Bewegungskrippe Borg.

### Vereine
Es gibt die beiden Schützenvereine Borg-Cordingen und Kolonie Hünzigen-Cordingen. Der Luftsportverein Walsrode hat seinen Segelflugplatz auf dem Gelände von Borg.

### Verkehr
Borg liegt abseits von Hauptverkehrslinien. Die Bundesautobahn 27 verläuft fünf Kilometer entfernt südwestlich und die A7 in sieben Kilometer Entfernung südöstlich. Die von Bad Fallingbostel über Walsrode und Rethem nach Nienburg/Weser führende Bundesstraße 209 verläuft südlich, 3 km entfernt.
Der zu Borg gehörende frühere Bahnhof Cordingen an der einstigen Bahnstrecke Bremervörde–Walsrode fungierte ab 1915 als Abzweig für die Werkbahn der Firma Wolff & Co., die heute Teil der Bahnstrecke Bomlitz–Walsrode (nur Güterverkehr) ist.

## Sehenswürdigkeiten

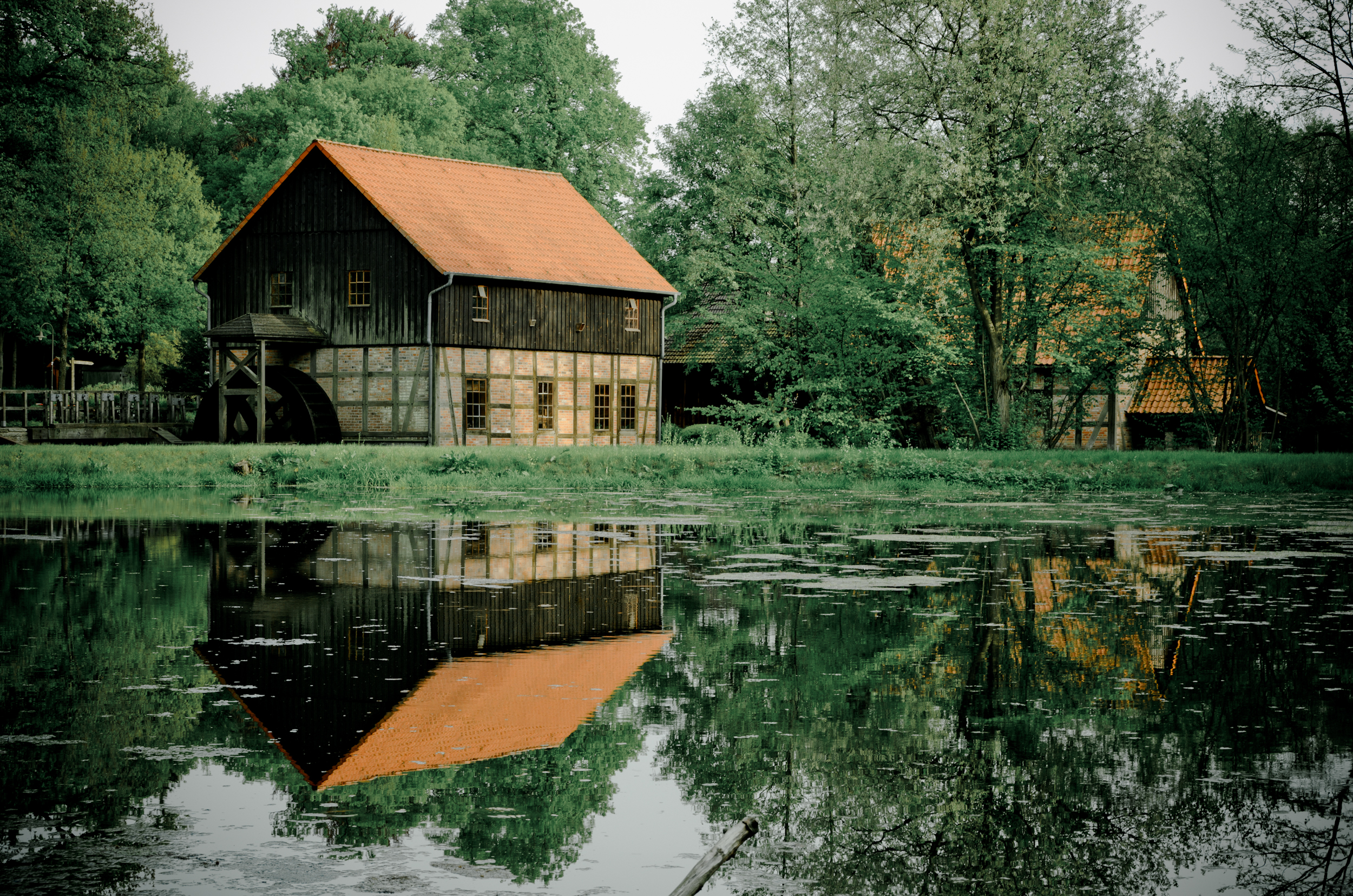
Die Cordinger Mühle mit Teichanlage

Der Weltvogelpark liegt auf dem Gebiet von Borg an der Grenze zu Walsrode. Er ist mit einem Gelände von 240.000 m² einer der größten Vogelparks der Welt. Zu sehen sind etwa 4000 Vögel aus über 650 Arten aus allen Kontinenten und jeder Klimazone der Welt.
Im engen Warnautal bei Benefeld liegt die Cordinger Mühle, eine über 600 Jahre alte Wassermühle mit Mühlenhof und Teichanlagen. Die in den 1980er Jahren restaurierte Anlage gilt als eines der wertvollsten historischen Gebäude im Landkreis Heidekreis. Heute wird die Mühle als Trauzimmer vom Standesamt genutzt und wird für Feierlichkeiten vermietet.
Am Archäologischen Wanderpfad Borg liegt das Hügelgräberfeld Lohheide in einem rund 15 Meter aus dem Warnautal ansteigenden Heidegebiet. Das erhaltene Gräberfeld umfasst eine Gruppe von zehn Hügeln und stammt aus der Bronzezeit (1500 bis 1200 v. Chr.).
An der Einmündung der Warnau in die Böhme sind die Wallanlagen der frühmittelalterlichen Hünenburg zu finden, der sog. Borger Burg (8. bis 9. Jahrhundert). Der Sage nach wird sie mit der Gründung des Klosters Walsrode in Verbindung gebracht. Zum einen sollen die Grundmauern des Klosters Walsrode aus den Steinen der Borger Burg entstanden sein. Zum anderen musste Graf Wale die Borger Burg an der Böhme verlassen und blieb in der Gegend des heutigen Walsrodes mit seinem Wagen im Sumpf stecken. Er sah das als göttliches Zeichen an, den Ort zu kaufen und dort ein Kloster zu gründen. Den Ort habe er dann „Walesrode“ genannt.

## Persönlichkeiten
Von 1945 bis 1950 wohnte der deutsche Schriftsteller Arno Schmidt mit seiner Frau Alice im Mühlenhof in Cordingen. In seiner Erzählung Schwarze Spiegel (1951) streift der Ich-Erzähler nach dem Dritten Weltkrieg, der fast alle Menschen vernichtet hat, allein durch den menschenleeren Ort. In der Holzkolonie in Cordingen versorgt er sich mit Holz für ein Häuschen, das er sich in der Nähe des Ortes baut. Auch in Brand’s Haide und Aus dem Leben eines Fauns wird Cordingen erwähnt.